# Desmodium pabulare
Desmodium pabulare là một loài thực vật có hoa trong họ Đậu. Loài này được Hoehne miêu tả khoa học đầu tiên.